# بولشايا ييلكوفكا (موردوفيجا)
بولشايا ييلكوفكا (بالروسية: Большая Елховка) هي مدينة في جمهورية موردوفيا في روسيا.